# Ginasservis
Ginasservis – miejscowość i gmina we Francji, w regionie Prowansja-Alpy-Lazurowe Wybrzeże, w departamencie Var.
Według danych na rok 1990 gminę zamieszkiwało 911 osób, a gęstość zaludnienia wynosiła 24 osoby/km² (wśród 963 gmin regionu Prowansja-Alpy-W. Lazurowe Ginasservis plasuje się na 395. miejscu pod względem liczby ludności, natomiast pod względem powierzchni na miejscu 230.).